# Mrk 590
Mrk 590 (Markarian 590 oder auch als NGC 863 bezeichnet) ist eine Spiralgalaxie mit aktivem Galaxienkern im Sternbild Walfisch. Sie ist rund 350 Millionen Lichtjahre entfernt und ist als Seyfert-1-Galaxie klassifiziert.
Das Objekt wurde am 6. Januar 1785 vom deutsch-britischen Astronomen William Herschel entdeckt. Die Einträge NGC 866 und NGC 885 im New General Catalogue beziehen sich ebenfalls auf diese Galaxie.